# Marcelo Vieira
Marcelo Vieira da Silva Júnior (* 12. května 1988 Rio de Janeiro), známý jako Marcelo, je bývalý brazilský profesionální fotbalista, který hrál na pozici levého obránce. Mezi lety 2006 a 2018 odehrál také 58 utkání v dresu brazilské reprezentace, ve kterých vstřelil 6 branek.
Vyniká především technickou vytříbeností a rychlostí, díky které dokáže výrazně podporovat útok ze své pozice levého beka. Právě pro tyto kvality je přirovnáván ke svému krajanovi Robertu Carlosovi, jenž roky hrával za Real Madrid i reprezentaci před ním.
Patří do okruhu hráčů se 100 a více zápasy v rámci Ligy mistrů UEFA. Všechny je nastřádal ve dresu Realu Madrid, se kterým tuto soutěž vyhrál celkem čtyřikrát.
Nejvíc a nejdéle se prosadil ve španělském klubu Real Madrid, kde působil 15 let a vyhrál s klubem 5× La Ligu a 5× Ligu Mistrů. V únoru 2025 oznámil konec profesionální kariéry.

## Klubová kariéra

### Real Madrid
Do Realu Madrid zamířil Marcelo v listopadu 2006 z Fluminense za částku 6 milionů eur a rozšířil řady brazilských fotbalistů v klubu a jako náhrada za Roberta Carlose. Ačkoliv měl původně nejprve zamířit do madridského béčka Castilly, vkročil 7. ledna 2007 z lavičky do prvního zápasu proti Deportivu (prohra 0:2). Do konce sezóny si pod trenérem Fabiem Capellem připsal celkově šest zápasů včetně zápasu proti Racingu Santander (prohra 1:2), ve kterém hrál v základní sestavě. V další sezóně pod trenérem Berndem Schusterem nasbíral v konkurenci Gabriela Heinzeho a Roystona Drentheho 24 zápasů a ve své třetí sezóně pod vedením Juandeho Ramose začal střílet i góly. Jeho první gól padl do sítě Sportingu Gijón 15. února při výhře 4:0 venku. V sezóně 2008/09 a částečně i 2009/10 byl i pod trenérem Manuelem Pellegrinim nadále místy využíván jako křídlo, od roku 2010 se však vrátil do pozice „beka“.

#### Sezóna 2010/11
Dne 13. února 2011 vstřelil jediný gól ligového zápasu s Espanyolem. Proti Lyonu v domácí odvetě osmifinále Ligy mistrů 17. března vstřelil gól a získal asistenci na gól Karima Benzemy, díky čemuž Real Madrid vyhrál 3:0 a po souhrnném výsledku 4:1 postoupil do čtvrtfinále poprvé od roku 2004. Real Madrid dosáhl semifinále a Marcelo byl za své výkony poprvé nominován do Týmu roku 2011 podle UEFA. Ve finále Španělského poháru Copa del Rey 20. dubna byl u triumfu 1:0 nad katalánským rivalem Barcelonou.

#### Sezóna 2011/12
Trenér José Mourinho plánoval počínaje (nakonec mistrovskou) sezónou 2011/12 preferovat nově příchozího Fábia Coentrãa, ovšem Marcelova forma a Portugalcova zranění Brazilci dovolili pokračovat v základní sestavě.

#### Sezóna 2013/14

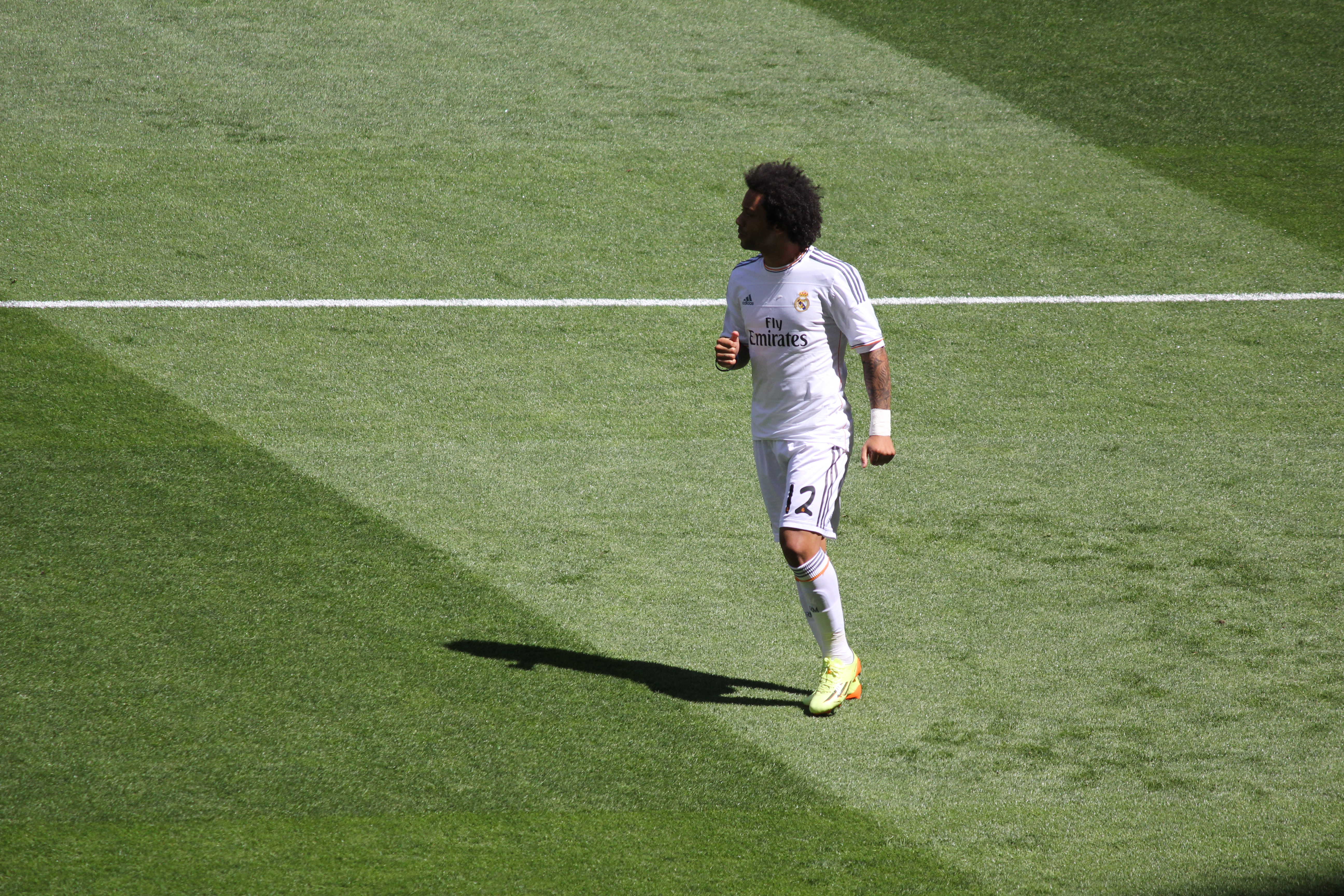
V závěrečném ligovém utkání sezóny 2013/14 proti Espanyolu 17. května 2014

Premiéra nového trenéra Carla Ancelottiho byla zdařilá – Real 18. srpna na úvod ligy v domácím prostředí zvítězil 2:1 nad Betisem i s Marcelovým přispěním. Ten asistoval gólu nové posily Isca, který pomohl otočit výsledek. V sezóně, po níž mělo následovat mistrovství světa pořádané Brazílií, Marcela sužovala zranění. Kvůli nim neměl příležitost zahrát si dubnové finále španělského poháru, ve kterém Real porazil Barcelonu. Rovněž vynechal řadu zápasů v play-off Ligy mistrů včetně semifinále s Bayernem. To strávil na lavičce náhradníků a šance se chopil více defenzivně orientovaný levý bek Fábio Coentrão, jemuž trenér Ancelotti věřil pro důležitá utkání. Přehráním Bayernu si Real zajistil první evropské finále od roku 2002 a napravil předešlá tři semifinálová vyřazení. Proti Levante 9. března 2014 vstřelil při výhře 3:0 svůj první gól od září 2012. Ve finále Ligy mistrů s Atlétikem 24. května 2014 začal na lavičce náhradníků. Trenér jej vyslal za Coentrãa v průběhu zápasu a Marcelo dal v prodloužení gól na 3:1 při celkové výhře 4:1. Real se tímto stal prvním týmem s 10 triumfy v Lize mistrů, v Madridu označovaný jako La Décima.

#### Sezóna 2015/16
V říjnu 2015 se Marcelo gólově prosadil proti Levante a v následujícím 9. kole i proti týmu Celty Vigo svým 25. soutěžním gólem za Real. Přestože šlo o jeho jediné dva góly v sezóně, patřil rovněž pod trenérem Rafaelem Benítezem k předním útočně laděným hráčům týmu zlepšíc obrannou stránku své hry. V repríze finále Ligy mistrů s Atlétikem 28. května 2016 uspěl po dvou letech znovu Real Madrid, v tomto případě 5:3 v penaltovém rozstřelu. V evropské soutěži odehrál 11 ze 13 zápasů a později byl nominován do 23-členné nejlepší sestavy sezóny.

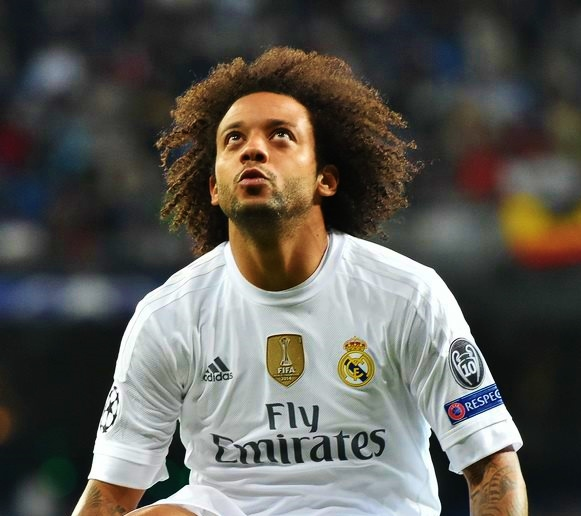
Marcelo proti Šachtaru Doněck v říjnu 2015 v rámci Ligy mistrů UEFA

#### Sezóna 2016/17
Marcelo byl na hřišti u venkovní výhry 2:0 nad Málagou v posledním 38. kolem La Ligy 21. května 2017, když si Real Madrid zaručil mistrovský titul tři body před konkurenční Barcelonou. V 35. kole La ligy dal vítězný gól proti Valencii (2-1). Ve finále Ligy mistrů proti Juventusu 3. června pomohl jakožto hráč základní sestavy vyhrát 4:1 a obhájit triumf v této soutěži. To se v novodobé podobě Ligy mistrů UEFA před Realem nepodařilo žádnému z klubů. Jeho výkony mu pár měsíců na to vynesly pro něho druhou nominaci do Týmu roku 2017 podle UEFA.

#### Sezóna 2017/18
Po srpnových triumfech v domácím i evropském superpoháru podepsal Marcelo 13. září 2017 novou smlouvu do roku 2022. Brazilský obránce byl u třetího triumfu v Lize mistrů po sobě, to Real ve finále odehraném 26. května 2018 zdolal 3:1 Liverpool.

#### Sezóna 2018/19
Na podzim 2018 postoupil Real ze skupiny Ligy mistrů, během níž se Marcelo gólově prosadil v říjnovém zápase proti Viktorii Plzeň. Odchod Cristiana Ronalda a trenérská rošáda vedly k výkonnostním výkyvům, které zasáhly též Marcela, jehož v poli místy zastoupil Sergio Reguilón.

#### Sezóna 2019/20
Dne 29. ledna 2020 vkročil do svého 500. soutěžního zápasu za Real Madrid a byl tak u výhry 4:0 nad Realem Zaragoza v rámci španělského poháru. Takovou porci zápasů za takzvaný královský klub nasbíral z cizinců jen Marcelův krajan Roberto Carlos. Kvůli pandemii covidu-19 nuceně prodlužovaná ligová sezóna 2019/20 nakonec dopadla triumfem Realu. Marcelo se v ní musel popasovat s nově příchozí konkurencí v podobě francouzského obránce Ferlanda Mendyho.

#### Sezóna 2021/22
Po odchodu Sergia Ramose v létě roku 2021 převzal kapitánskou pásku a stal se prvním kapitánem z ciziny od roku 1904. Dne 19. října 2021 přišel jako náhradník do skupinového zápasu Realu Madrid se Šachtarem Doněck, který skončil výhrou španělského klubu 5:0. Sám Marcelo tímto odehrál 100. zápas v rámci Ligy mistrů UEFA.
Dne 28. května 2022 se odehrálo finále Ligy mistrů, v němž Real čelil na Stade de France Liverpoolu a vyhrál 1:0. Marcelo sice do zápasu nezasáhl, přesto se stal popáté vítězem Ligy mistrů a s několika dalšími spoluhráči dorovnal v počtu prvenství rekord Cristiana Ronalda. Po finále oznámil, že již klub opustí.
Madrid opouštěl po 16 sezónách, v nichž nastoupil do 546 soutěžních utkání a vstřelil v nich 38 gólů a na více než 100 jich asistoval. Mezi fotbalisty „Bílého baletu“ nenarozenými ve Španělsku zaujímal druhé místo v počtu odehraných utkání za svým dlouholetým spoluhráčem Karimem Benzemou. Ve dresu Realu získal 25 trofejí, více než kterýkoliv jiný hráč klubu před ním.

### Olympiakos Pireus
3. září 2022 řecký klub Olympiakos oznámil příchod Marcela se kterým podepsali smlouvu na jeden rok s možností prodloužení o další sezónu. Zde se mu ze začátku nedařilo, ale v poháru dal v prvním zápase s Atromitos 2 góly z toho 1 vítězný. 

### Fluminense
24. února 2023 brazilský klub Fluminense oznámil příchod odchovance klubu Marcela.

## Reprezentační kariéra
Představil se na Mistrovství světa hráčů do 17 let 2005 pořádané Peru, kde odehrál tři zápasy ze šesti. Brazílie ve finále prohrála s Mexikem.
Za seniorskou reprezentaci skóroval při svém debutu v přátelském zápase s Walesem 5. září 2006 při výhře 2:0.
V průběhu července v roce 2008 byl jmenován v nominaci pro Letní olympijské hry v Pekingu. V srpnu po třech výhrách zamířila Brazílie ze skupin do vyřazovacích bojů, aby ve čtvrtfinále vyřadila Kamerun. Marcelo se se spoluhráči nakonec o zlato neucházel, neboť v semifinále Brazilci podlehli 0:3 Argentincům, kteří fotbalový turnaj vyhráli. Po výhře 3:0 nad Belgií získali brazilští reprezentanti bronzové medaile. Jihoafrickou republikou pořádané Mistrovství světa 2010 se obešlo bez Marcelovy účasti, trenér Dunga ho nenominoval.
V roce 2013 dokráčela domácí Brazílie do finále Konfederačního poháru FIFA, aby v něm přehrála po výsledku 3:0 Španělsko. Marcelo byl také ve finále hraném 30. června v základní sestavě.
Trenér Luiz Felipe Scolari jej vzal na domácí Mistrovství světa 2014 v Brazílii. V semifinále proti Německu byl u historického brazilského debaklu 1:7, v prvním poločase chaotická brazilská obrana dovolila Němcům do 29. minuty pětkrát skórovat. Brazilci obsadili konečné čtvrté místo a zůstali bez medaile.
Po mistrovství jej trenér Dunga zprvu nepovolával, později ale k nominacím došlo. Jihoamerický turnaj Copa América v roce 2015 ovšem kvůli zranění Marcelo vynechal.
Zahrál si na Mistrovství světa 2018 v Rusku. Ve třetím skupinovém zápase proti Srbsku se zranil a pro osmifinále s Mexikem nebyl trenéru Titemu k dispozici. Ve čtvrtfinále Brazílie vypadla s Belgií.
Na další reprezentační turnaje – Copu América 2019 a Copu América 2021 nominován nebyl.

## Herní profil
Marcelo je ofenzivně nastavený zleva hrající krajní obránce („bek“ od angl. back – obránce) těžící z rychlosti a technické vytříbenosti, již v dětství vypěstoval při hraní malého fotbalu.

## Osobní život
Jeho matka byla učitelka, zatímco jeho otec hasičem. Jeho dědeček Pedro Vieira da Silva – bývalý fotbalista – sehrál klíčovou roli při formování Marcelovy fotbalové kariéry.
Jeho manželkou je Clarice Alves, se kterou má syny Enza a Liama.
Koncem roku 2021 oznámil koupi druholigového portugalského fotbalového klubu CD Mafra.

## Úspěchy

### Klubové
Real Madrid
- 6× vítěz španělské ligy (2006/07, 2007/08, 2011/12, 2016/17, 2019/20, 2021/22)[62]
- 2× vítěz Copa del Rey (2010/11, 2013/14)[62]
- 5× vítěz Supercopa de España (2008, 2012, 2017, 2019/20, 2022)[62]
- 5× vítěz Ligy mistrů UEFA (2013/14, 2015/16, 2016/17, 2017/18, 2021/22)[62]
- 3× vítěz Superpoháru UEFA (2014, 2016, 2017)[62]
- 4× vítěz Mistrovství světa klubů FIFA (2014, 2016, 2017, 2018)[62]

Fluminense
- 1× vítěz Campeonato Carioca (Campeão Carioca) – 2023[62]
- 1× vítěz Copa Libertadores – 2023[62]
- 1× vítěz Recopa Sudamericana – 2024[62]

### Reprezentační
- 1× třetí místo na LOH (2008)
- 1× druhé místo na LOH (2012)
- 1× první místo na Konfederačním poháru (2013)

### Individuální
- Tým roku podle UEFA (3×) – 2011, 2017, 2018[11][24][63]
- Nejlepší sestava sezóny Ligy mistrů UEFA (4×) – 2010/11, 2015/16, 2016/17, 2017/18[21][64][65]
- Nejlepší jedenáctka La Ligy podle fanoušků: 2015/16[66]
- Světová jedenáctka FIFA FIFPro – 2012,[67] 2015,[68] 2016,[69] 2017,[70] 2018,[71] 2019[72]
- Nejlepší jedenáctka podle ESM – 2015/16,[73] 2016/17[74]